# Вильгельмина Баденская
Вильгельми́на Луи́за Ба́денская (нем. Wilhelmine Luise von Baden; 10 сентября 1788, Карлсруэ — 27 января 1836, парк Розенхёэ) — мать императрицы Марии Александровны (супруги Александра II), супруга Людвига II Гессенского, великая герцогиня Гессенская и Прирейнская.

## Биография
Родилась младшей дочерью в семье Карла Людвига, наследного принца Баденского и Амалии Гессен-Дармштадтской. Её старшая сестра Елизавета стала супругой императора Александра I. Саму же Вильгельмину выдали замуж 19 июня 1804 года за её кузена, родного племянника её матери, наследного принца Гессенского Людвига, который был намного старше её и унаследовал титул великого герцога в 1830 году.
Их дети:
- Людвиг (1806—1877)
- мертворождённый сын (1807)
- Карл (1809—1877)

Около 1820 года супруги стали жить отдельно. В 1820 году Вильгельмина приобрела имение Хайлигенберг, где поселилась со своим камергером, бароном Августом фон Сенарклен де Гранси.
Дети, рождённые после 1820 года:
- Елизавета (1821—1826)
- мертворождённая дочь (1822)

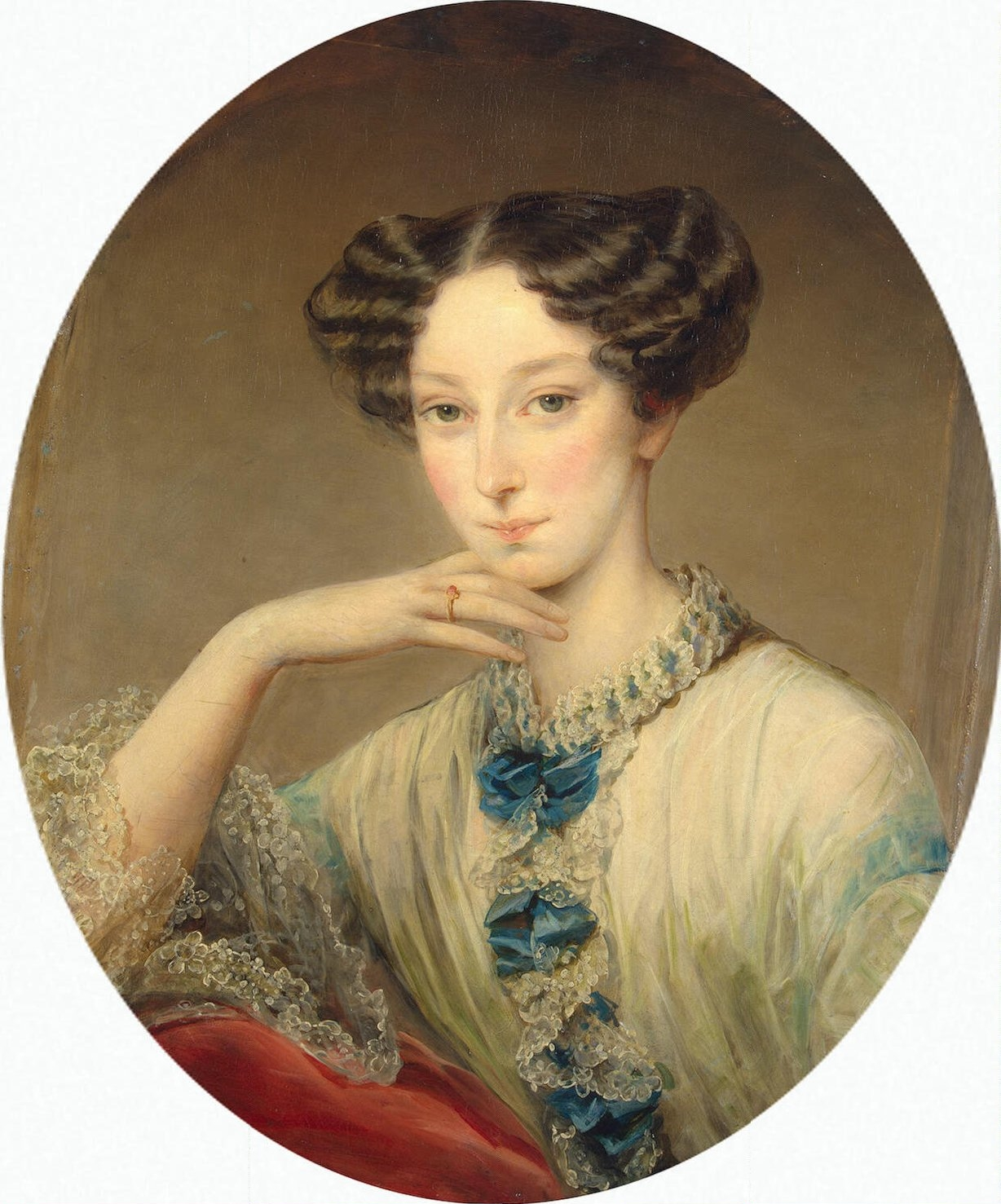
Дочь — императрица Мария Александровна

- Александр (1823—1888) — служил при русском дворе, стал дедом королевы Испании Виктории, супруги Альфонсо XIII, королевы Швеции Луизы, супруги Густава VI Адольфа и прадедом Филиппа Эдинбургского, супруга английской королевы Елизаветы II.
- Мария (1824—1880)

Людвиг, супруг Вильгельмины, под нажимом брата и сестёр Вильгельмины (великого герцога Баденского, Императрицы России Елизаветы Алексеевны, королев Баварии, Швеции и герцогини Брауншвейгской) официально признал этих детей.